# فرودگاه برسکین لیک
فرودگاه برسکین لیک (به انگلیسی: Bearskin Lake Airport) یک فرودگاه همگانی با کد یاتا XBE است که یک باند فرود شن دارد و طول باند آن ۱۰۶۸ متر است. این فرودگاه در کشور کانادا قرار دارد و در ارتفاع ۲۴۴ متری از سطح دریا واقع شده‌است.